# Акерман (Мисисипи)
Акерман (енгл. Ackerman) град је у америчкој савезној држави Мисисипи.

## Демографија
По попису из 2010. године број становника је 1.510, што је 186 (-11,0%) становника мање него 2000. године.
| Група             | 2000.         | 2010.       |
| Белци             | 1.064 (62,7%) | 864 (57,2%) |
| Афроамериканци    | 591 (34,8%)   | 627 (41,5%) |
| Азијати           | 10 (0,6%)     | 2 (0,1%)    |
| Хиспаноамериканци | 25 (1,5%)     | 5 (0,3%)    |
| Укупно            | 1.696         | 1.510       |